# 30255 Bohner
30255 Bohner è un asteroide della fascia principale. Scoperto nel 2000, presenta un'orbita caratterizzata da un semiasse maggiore pari a 2,536826 UA e da un'eccentricità di 0,111765, inclinata di 2,871901ª rispetto all'eclittica.